# 중화인민공화국 중앙군사위원회
중화인민공화국 중앙군사위원회(중국어 간체자: 中华人民共和国中央军事委员会, 정체자: 中華人民共和國中央軍事委員會, 병음: Zhōnghuá Rénmín Gònghéguó Zhōngyāng Jūnshì Wěiyuánhuì)는 중화인민공화국의 군사를 지도하는 국가 기관이다. 중국공산당 중앙군사위원회의 구성원과 거의 같다.
중앙군사위원회 주석, 부주석, 위원으로 구성되며 전국인민대표대회가 선출한다. 전국인민대표회의와 전국인민대표대회 상무위원회에 대하여 책임을 진다. 중국의 헌법에서는 국가 중앙군사위원회가 “전국의 무장력을 지도한다”라고 하고 있지만, 한편으로 중국 국방법에서는 "중국의 무장력은 중국 공산당의 영도를 받는", “무장력 내의 공산당 조직은 공산당 규약에 의해 활동한다”라고 하고 있기 때문에 결국 중국 공산당이 군사를 지배한다고 볼 수 있다.
특히, 당 중앙군사위원회의 구성원(공산당원)과 구성원이 동일하고, 하는 일을 근거로 할 때, 국가 중앙군사위원회는 당 중앙군사위원회에 복종하는 체제라고 볼 수 있다. 중국인민해방군을 “당의 군대”라고 하는 것은 이 때문이다.

## 중화인민공화국 중앙군사위원회 역대 주석
- 덩샤오핑(1983년 6월 6일 ~ 1990년 3월)
- 장쩌민 (1990년 3월 ~ 2005년 3월 8일)
- 후진타오 (2005년 ~ 2013년 3월)
- 시진핑 (2013년 3월 ~ 현재)

## 중국공산당 중앙군사위원회 역대 주석
- 마오쩌둥 (1949년 ~ 1976년)
- 화궈펑 (1976년 ~ 1981년)
- 덩샤오핑 (1981년 ~ 1989년 11월 7일)
- 장쩌민 (1989년 11월 7일 ~ 2004년 9월 19일)
- 후진타오 (2004년 9월 19일 ~ 2012년 11월 15일)
- 시진핑 (2012년 11월 15일 ~ )

## 같이 보기
- 중국공산당 중앙군사위원회